# Derek Daly
Derek Daly (ur. 11 marca 1953 w Balinteer, Dublin) – irlandzki kierowca wyścigowy, w latach 1978–1982 startował w wyścigach Formuły 1. Jeździł w bolidach zespołów Hesketh, Ensign, Tyrrell, March, Theodore i Williams. Wystartował w 64 wyścigach Formuły 1, zdobywając łącznie 15 punktów.
W latach 1977–1979 i w 1983 startował w Formule 2 dwukrotnie kończąc mistrzostwa na trzecim miejscu (1978 i 1979). W późniejszym okresie kariery przeniósł się do Stanów Zjednoczonych i startował w serii CART. W latach 1982–1989 zdobył łącznie 147 punktów, a raz, na torze Milwaukee Mile stanął na podium.
W 1988 roku Daly zajął 4. miejsce w 24-godzinnym wyścigu Le Mans. Później wystąpił w nim również dwukrotnie, lecz nie zdołał dojechać do mety.
Po zakończeniu kariery wyścigowej był m.in. dziennikarzem i komentatorem wyścigów Champ Car i Formuły 1 dla amerykańskich stacji telewizyjnych.
Jego syn, Conor, również został kierowcą wyścigowym.

## Starty w Formule 1

### Statystyki
| Legenda oznaczeń w tabelach wyników Wyświetl szablon na nowej stronie | Legenda oznaczeń w tabelach wyników Wyświetl szablon na nowej stronie                                                                     |
| Oznaczenie                                                            | Wyjaśnienie |
| --------------------------------------------------------------------- | --- |
| Złoty                                                                 | Zwycięzca lub mistrzostwo |
| Srebrny                                                               | 2. miejsce lub wicemistrzostwo |
| Brązowy                                                               | 3. miejsce lub II wicemistrzostwo |
| Zielony                                                               | Ukończył, punktował (w klasyfikacji generalnej, gdy zdobył co najmniej jeden punkt na przestrzeni sezonu, poza trzema powyższymi opcjami) |
| Niebieski                                                             | Ukończył, nie punktował (w klasyfikacji generalnej, gdy nie zdobył co najmniej jednego punktu na przestrzeni sezonu)                      |
| Czerwony                                                              | Nie zakwalifikował się (NZ) |
| Czerwony                                                              | Nie prekwalifikował się (NPK) |
| Różowy                                                                | Nie ukończył (NU) |
| Różowy                                                                | Niesklasyfikowany (NS) (w klasyfikacji generalnej, gdy nie został sklasyfikowany w żadnym wyścigu sezonu)                                 |
| Czarny                                                                | Zdyskwalifikowany (DK) |
| Czarny                                                                | Wykluczony (WYK/EX) |
| Biały                                                                 | Nie wystartował (NW) |
| Biały                                                                 | Kontuzjowany (K/INJ) |
| Biały                                                                 | Wyścig odwołany (OD/C) |
| Bez koloru                                                            | Został wycofany (WYC/WD) |
| Bez koloru                                                            | Nie przybył (NP/DNA) |
| Bez koloru                                                            | Nie brał udziału w treningach (NT/DNP) |
| Bez koloru                                                            | Nie został zgłoszony (–) |
| Pogrubienie                                                           | Start z pole position |
| Kursywa                                                               | Najszybsze okrążenie wyścigu |
| †                                                                     | Nie ukończył, ale jego rezultat został zaliczony ze względu na przejechanie więcej niż 90% dystansu wyścigu.                              |
| *                                                                     | Sezon w trakcie |
| 1/2/3                                                                 | Punktowana pozycja w sprincie kwalifikacyjnym                                                                                             |
| Lista systemów punktacji Formuły 1                                    | |

| Sezon | Zgł. | Starty | PKT | P. | P1 | P2 | P3 | Punkt. | PP | NO | NS | DK | Zespoły           |
| ----- | ---- | ------ | --- | -- | -- | -- | -- | ------ | -- | -- | -- | -- | ----------------- |
| 1978  | 10   | 6      | 1   | 20 | -  | -  | -  | 1      | -  | -  | 3  | -  | Hesketh Ensign    |
| 1979  | 10   | 6      | 0   | 26 | -  | -  | -  | -      | -  | -  | 3  | -  | Ensign Tyrrell    |
| 1980  | 14   | 14     | 6   | 12 | -  | -  | -  | 2      | -  | -  | 7  | -  | Tyrrell           |
| 1981  | 15   | 8      | 0   | 23 | -  | -  | -  | -      | -  | -  | 4  | -  | March             |
| 1982  | 15   | 15     | 8   | 13 | -  | -  | -  | 5      | -  | -  | 6  | -  | Theodore Williams |

| Sezony | Zgł. | Starty | PKT | Najwyższa pozycja (mistrzostwa) | P1 | P2 | P3 | Punkt. | PP | NO | NS | DK | Zespoły |
| ------ | ---- | ------ | --- | ------------------------------- | -- | -- | -- | ------ | -- | -- | -- | -- | ------- |
| 5      | 64   | 49     | 15  | 12                              | -  | -  | -  | 8      | -  | -  | 23 | -  | 6       |

### Podsumowanie startów
| Ważne wyścigi     | Ważne wyścigi                                      |
| ----------------- | -------------------------------------------------- |
| Debiut            | Grand Prix Stanów Zjednoczonych – Zachód 1978 (#1) |
| Pierwsze punkty   | Grand Prix Kanady 1978 (#10)                       |
| Ostatni           | Grand Prix Las Vegas 1982 (#64)                    |
| Najwyższe pozycje |                                                    |
| Kwalifikacje      | 7                                                  |
| Wyścig            | 4                                                  |